# Thinodytes petiolatus
Thinodytes petiolatus är en stekelart som beskrevs av Heydon 1995. Thinodytes petiolatus ingår i släktet Thinodytes och familjen puppglanssteklar. Inga underarter finns listade i Catalogue of Life.